# Революционная правительственная хунта (Сальвадор)
Революционная правительственная хунта (исп. Junta Revolucionaria de Gobierno) — название трёх коллегиальных органов власти, последовательно правивших Сальвадором с 15 октября 1979 года по 2 мая 1982 года.

## Первая хунта
15 октября 1979 года группа молодых офицеров совершила переворот, и свергла Карлоса Умберто Ромеро. Лидеры переворота имели поддержку США, считавших, что Ромеро утратил контроль над ситуацией в стране и опасавшихся усиления «левых». После кратких и интенсивных переговоров между Народным фронтом (объединявшим организации, ведшие уличную борьбу против Ромеро) и членами Торгово-промышленной палаты Сальвадора была сформирована первая хунта, в которую вошли двое военных и трое гражданских:
- полковник Хайме Абдул Гутьеррес Авенданьо
- полковник Адольфо Арнальдо Махано Рамос
- Роман Майорга Кирос
- Марио Антонио Андино Гомес
- Гильермо Мануэль Унго

Лидеры переворота представили центристскую программу действий и пообещали серию социальных реформ (аграрную реформу, национализацию банков и торговли кофе, и т. п.). Также было обещано прекращение насилия со стороны силовых структур и введение в стране настоящей демократической системы. Был назначен кабинет министров, в который вошли как бывшие оппоненты правительства, так и представители консервативного крыла.
Архиепископ Оскар Арнульфо Ромеро публично выразил надежду на то, что новое правительство улучшит ситуацию в стране. Однако «левые» отказались идти на диалог с новой властью: в хунте отсутствовали представители крупнейшей оппозиционной организации страны — Христианско-демократической партии. Тем не менее прогрессивному крылу христианских демократов удалось продвинуть ряд человек на ключевые посты в кабинете министров, что вызвало насторожённость у частного бизнеса и военных. Стало ясно, что союз между гражданскими и военными будет недолговечным, и армия начала переговоры с представителями традиционалистов в Христианско-демократической партии.
Тем временем продолжались как поддерживаемые «левыми» уличные протесты, так и деятельность «эскадронов смерти». В ноябре-декабре 1979 года страна оказалась на грани гражданской войны. 28 декабря 1979 года встреча хунты, кабинета министров и представителей различных армейских групп завершилась конфронтацией, ставшей концом первой хунты. 2 января 1980 года архиепископ Оскар Арнульфо Ромеро попытался организовать встречу для примирения сторон, но она провалилась. 2-5 января 1980 года трое гражданских членов хунты подали в отставку.

## Вторая хунта
9 января 1980 года была сформирована вторая хунта. В дополнение к Гутьерресу и Махано, представлявшим военных, в её состав вошли:
- Хосе Антонио Моралес Эрлих
- Эктор Дада Иреси[исп.]
- Хосе Рамон Авалос Наваррете

22 января «левые» создали «Революционный координатор масс». Ультраправые начали обвинять новое правительство в соглашательстве с «левыми». 3 марта Эктор Дада Иреси вышел из состава хунты, и его заменил лидер христианских демократов Хосе Наполеон Дуарте.
8 марта 1980 года хунта одобрила законы об аграрной реформе и национализации банков. 24 марта 1980 года «эскадронами смерти» был убит архиепископ Оскар Ромеро. По обвинению в организации его убийства 7 мая был арестован Роберто д’Обюссон, но вскоре его отпустили за недостатком улик. Тем временем «Революционный координатор масс» объединился с Сальвадорским демократическим фронтом в Революционно-демократический фронт. В августе 1980 года Революционно-демократический фронт призвал к общенациональной забастовке, которая была подавлена войсками.
В последующие месяцы страну захлестнула волна насилия. Ультраправые группировки действовали без какого-либо контроля, что привело к ответной радикализации «левых». 11 октября 1980 года вооружённые формирования левого толка объединились в Фронт национального освобождения имени Фарабундо Марти.
В декабре 1980 года полковник Махано вышел из состава хунты.

## Третья хунта
После отставки Махано 13 декабря 1980 года была сформирована новая хунта:
- Хосе Наполеон Дуарте (глава Хунты)
- полковник Хайме Абдул Гутьеррес
- Хосе Антонио Моралес Эрлих
- Хосе Рамон Авалос Наваррете

Новая хунта продолжила аграрную реформу и пообещало демократизацию. США выделили сальвадорскому правительству 150 миллионов долларов в качестве экономической помощи. Тем временем в стране началась широкомасштабная гражданская война. В этой обстановке 28 марта 1982 года были проведены выборы в Конституционное собрание, а 29 апреля 1982 года состоялись президентские выборы, на которых временным президентом страны был избран Альваро Маганья.